# 水野ゆふ
水野 ゆふ（みずの ゆう、1965年10月29日 - ）は、日本の女優。東京都出身。身長157cm、血液型はO型。フクダ&Co.所属。

## 来歴
2025年3月31日、同日付でオフィスPACが事業停止したことに伴い、フクダ&Co.に移籍。

## 出演作品

### テレビドラマ
- 殿さま風来坊隠れ旅

### 舞台
- ハムレット（三百人劇場） - オフィーリア
- かもめ（俳優座劇場） - マーシャ
- 紙屋悦子の青春（紀伊國屋サザンシアター　他） - 主演
- 新・ワーグナー家の女（俳優座劇場　他） - 主演
- ヘッダ・ガブラー（シアターΧ）
- ふたりのノーラ（梅若能楽学院会館　他） - 主演
- 声 La Voix Humaine（横浜にぎわい座） - 一人芝居
- 棟梁ソルネス（俳優座劇場） - ヒルデ
- トイレはこちら（西池袋スタジオP）

### テレビアニメ
- 銀魂'（2011年、カニミソ姫）
- 櫻子さんの足下には死体が埋まっている（2015年、正太郎の祖母）
- この世の果てで恋を唄う少女YU-NO（2019年）

### 劇場アニメ
- ねらわれた学園（2012年、ナツキの母）

### ゲーム
- キングダム ハーツIII（2019年）
- ファイナルファンタジーVII リメイク（2020年）
- Ghost of Tsushima（2020年、ゆな）

### 映画
- 牙狼〈GARO〉-GOLD STORM- 翔 - リュメ（老婆）

### 吹き替え

#### 映画（吹き替え）
- 悪の法則（ルース〈ロージー・ペレス〉）
- アザー・ワン: ボブ・ウェアの数奇な物語（ウェンディ）
- アメリカン・パイパイパイ!完結編 俺たちの同騒会
- ある愛の詩（バレット夫人）※VOD版
- ある日どこかで（ジュヌビエーブ〈エドラ・ゲイル〉）※BSテレ東版[3]
- アンコール!!
- イエスタデイ
- イケてる私とサエない僕
- インスタント・ファミリー 〜本当の家族見つけました〜（カレン〈オクタヴィア・スペンサー〉）
- 飢えた侵略者（タニア〈モニア・チョクリ〉）
- ウォー・マシーン: 戦争は話術だ!
- 浮き草たち（イヴリン〈マーガレット・コリン〉）
- 英国王のスピーチ（マートル・ローグ〈ジェニファー・イーリー〉）
- エクソシスト 信じる者（ビーハイブ〈オークウィ・オクポクワシリ〉[4]）
- エクソダス:神と王（ミリアム〈インディラ・ヴァルマ〉）
- 顔のないスパイ
- きっと、うまくいく ※BSテレ東版
- キャットファイト（チャーリーおばさん〈エイミー・ヒル〉）
- クリードシリーズ（メアリー・アン・クリード〈フィリシア・ラシャド〉）
  - クリード チャンプを継ぐ男
  - クリード 炎の宿敵
  - クリード 過去の逆襲
- グレイマン（マーガレット・ケイヒル〈アルフレ・ウッダード〉[5]）
- 恋とニュースのつくり方（ベッキーの母〈パティ・ダーバンヴィル〉）
- この茫漠たる荒野で（エラ・ガネット〈エリザベス・マーヴェル〉）
- 昏睡病棟 COMA
- コンテイジョン
- ザ・イースト
- ザ・ファイター
- 幸せの教室（ベラ〈タラジ・P・ヘンソン〉）
- 知りすぎていた男 ※BD版
- シルヴィ -恋のメロディ-
- シャーペイのファビュラス・アドベンチャー
- ジュラシック・ワールド/新たなる支配者（ペレス[6]）
- ジングル・オール・ザ・ウェイ2（マギー〈レイチェル・ヘイワード〉）
- SUPER8/スーパーエイト
- スクリーム4: ネクスト・ジェネレーション（ケイト・ロバーツ〈メアリー・マクドネル〉）
- スター・ウォーズ/フォースの覚醒
- ステップ・シスターズ
- ストリートギャング セサミストリートにたどり着くまで（ジョーン・ガンツ・クーニー）
- セッションズ（ローラ・ホワイト医師〈ブレイク・リンズレイ〉）
- チャレンジャーズ（ホテルの受付）
- 超強台風（気象学者〈ソン・シャオイン〉）
- ダウントン・アビー (映画)（イザベル・マートン〈ペネロープ・ウィルトン〉[7]）
  - ダウントン・アビー/新たなる時代へ[8]
- タワーリング・インフェルノ ※BSジャパン版
- チャレンジャーズ
- ド・ゴールとチャーチル（庁舎の女）
- トパーズ（ファニタ・デ・コルドバ〈カリン・ドール〉）※BD版
- ドラゴン・タトゥーの女（ミルドレッド）
- パークランド ケネディ暗殺、真実の4日間（ドリス・ネルソン〈マーシャ・ゲイ・ハーデン〉）
- ハウス・オブ・グッチ（ピーナ・アウリエンマ〈サルマ・ハエック〉[9]）
- 8月の家族たち（マティ・フェイ・エイケン〈マーゴ・マーティンデイル〉）
- パラダイス －人生の値段－（ソフィー〈イリス・ベルベン〉）
- ハリーの災難（ウィッグス夫人〈ミルドレッド・ダンノック〉）※BD版
- ハリエットのスパイ大作戦 ※VOD版
- ハングオーバー!! 史上最悪の二日酔い、国境を越える（リンダ）
- ビート －心を解き放て－（カーラ〈ウゾ・アドゥーバ〉）
- ヒア アフター
- 美女と野獣（アンヌ〈オドレイ・ラミー〉[10]）
- ビバリーヒルズ・チワワ2（ヴィヴ〈スーザン・ブレイクリー〉）
- 秘密のラジオ・ガール
- ヒュービーのハロウィーン（DJオーロラの女性的な声〈ヴィヴィアン・ニクソン〉）
- フレンジー ※BD版
- BUNRAKU（アレクサンドラ〈デミ・ムーア〉）
- ペーパータウン
- ヘルウィーク（ヒューズ教授〈アルフレ・ウッダード〉）
- ベルベット・スパイダー
- ヘンリー・アンド・ザ・ファミリー（パトリシアの母）
- ホールドオーバーズ 置いてけぼりのホリディ（メアリー・ラム〈ダヴァイン・ジョイ・ランドルフ〉[11]）
- ほの蒼き瞳（ジュリア〈ジリアン・アンダーソン〉）
- マリーゴールド・ホテルで会いましょう（カプール夫人〈リレット・デュベイ〉）
  - マリーゴールド・ホテル 幸せへの第二章
- マリリン 7日間の恋（ヴィヴィアン・リー〈ジュリア・オーモンド〉）
- ミスター・サンタを探して
- 未来を生きる君たちへ（マリアン）
- モーグリ: ジャングルの伝説（カー〈ケイト・ブランシェット〉）
- ものすごくうるさくて、ありえないほど近い（ヘイゼル・ブラック）
- モンスターズ/地球外生命体
- ラルゴ・ウィンチ 宿命と逆襲（アン・ファーガソン〈クリスティン・スコット・トーマス〉）
- リヴィエラ～隠された真実～（カサンドラ）
- レイモンド＆レイ（キーラ〈ソフィー・オコネドー〉）
- レモネード・マウス
- ロシアン・ルーレット（レーン）

#### ドラマ
- iCarly
- ALERT 失踪者緊急警報（ケミ・アデバヨ〈アディオラ・ロール〉[12]）
- ER XV 緊急救命室 #16（ロビンス〈アイリーン・バーネット〉）
- インジャスティス 〜法と正義の間で〜
- NCIS:LA 〜極秘潜入捜査班
- エレメンタリー ホームズ&ワトソン in NY
- オレンジ・イズ・ニュー・ブラック（ガリーナ・“レッド”・レズニコフ〈ケイト・マルグルー〉）
- 寄生獣 -ザ・グレイ-（ギョンヒ〈ユン・ヒョンギル〉[13]）
- 救命医ハンク セレブ診療ファイル
- 禁断の関係〜愛と憎しみのブーケ〜
- グッド・ワイフ
- クリミナル・マインド（ホイトの妻 他）
- 階伯〔ケベク〕
- コールドケース 迷宮事件簿
- ザ・ディープ 深海からの脱出
- ザ・リターン（ヘレン・ゴッダード〈ミシェル・フォーブス〉）
- CSI:科学捜査班
- CSI:ニューヨーク
- CSI:マイアミ
- ゾウズ・フー・キル3 殺意の深層
- ダウントン・アビー（イザベル・クローリー〈ペネロープ・ウィルトン〉）
- 誰もいない森の奥で木は音もなく倒れる（ユン・ボミン刑事〈イ・ジョンウン〉）
- CHASE/逃亡者を追え!
- ツイン・ピークス The Return（フィリス・ヘイスティングス〈コーネリア・ゲスト〉）
- デスパレートな妻たち
- 鉄の王 キム・スロ（チョンギョン（正見）
- トワイライト・ゾーン シーズン1 #7（マーサ〈レイ・シーホーン〉[14]）
- トンイ
- PERSON of INTEREST 犯罪予知ユニット（アリシア・コーウィン〈エリザベス・マーヴェル〉）
  - シーズン1 #2（エリザベス・ウィテカー〈モリー・プライス〉）
- ハート・オブ・ディクシー ドクターハートの診療日記
- HAWAII FIVE-0（アーチャー夫人）
- 光と影
- 不滅の恋人（大王大妃シム氏〈ヤン・ミギョン〉[15]）
- フラッシュフォワード（ペイジ、リタ）
- ブルーブラッド 〜NYPD家族の絆〜
- ボードウォーク・エンパイア 欲望の街
- ボルジア家 愛と欲望の教皇一族
- ホワイトチャペル3 終わりなき殺意
- マーダーズ・イン・ビルディング[16]（ウィリアムス刑事〈ダヴァイン・ジョイ・ランドルフ〉）
- ミス・マープル5 青いゼラニウム（メアリー・プリチャード）
- 名探偵ポワロ 複数の時計（レイチェル・ウォーターハウス）
- 誘拐交渉人 裏切りの陰謀
- ユーリカ シーズン3、4（ウェン議員〈ミン・ナ〉）
- ラスベガス（ジョンソン夫人/ロイス）
- ライ・トゥ・ミー 嘘は真実を語る（シンシア）
- リゾーリ&アイルズ ヒロインたちの捜査線
- リトビネンコ暗殺（ニカ・プリワロワ〈ジョアナ・カンスカ〉[17]）
- ローマ警察殺人課アウレリオ・ゼン 3つの事件（ゼンの母親〈カトリーヌ・スパーク〉）
- 私はラブ・リーガル
  - シーズン2
  - シーズン3（グウェン）

#### アニメ
- アルティメット・スパイダーマン（メイおばさん）
- ヴォルトロン（ハガー）
- ダックテイルズ (ゴールディ・オギルト)
- 天才犬ピーボ博士のタイムトラベル（グラニオン）
- 百妖譜（鄭さんの母）
- ベン10 エイリアンフォース（ケビンの母）

#### ボイスオーバー
- ホットガールズ・ウォンテッド: オンライン・ラブ
- 名車再生!クラシックカー・ディーラーズ
- マーサ・スチュワート・ショー ホザンナ・ハウザー

### ラジオドラマ
- 地下水脈（NHK-FM）
- 赤い操り糸（NHK-FM）
- しゃばけ - おたえ
- また、桜の国で（NHK-FM）
- 1492年のマリア(NHK-FM)
- ハプスブルクの宝剣(NHK-FM)